# Clément Müller
Clément Barthélemy Lambert Joseph Müller (Luik, 17 september 1810 - 14 december 1888) was een Belgisch volksvertegenwoordiger.

## Levensloop
Müller was een zoon van de handelaar Nicolas Müller en van Marguerite Smal. Hij trouwde met Thérèse Lachenal.
Hij promoveerde tot doctor in de rechten (1831) aan de Universiteit van Luik. Hij vestigde zich als advocaat (1831-1871) aan de balie van Luik.
Hij was echter vooral journalist. Hij werd hoofdredacteur van Le Journal de Liège en was redacteur van La Revue Belge.
In 1840 werd hij verkozen tot provincieraadslid voor de provincie Luik en was van 1847 tot 1858 bestendig afgevaardigde.
In 1858 werd hij verkozen tot liberaal volksvertegenwoordiger voor het arrondissement Luik en vervulde dit mandaat tot in 1876.